# Chris Addison
Christopher David Addison, född 5 november 1971 i Cardiff, Wales, är en brittisk komiker. 
Addison har arbetat i filmbranschen som skådespelare, regissör och manusförfattare.

## Filmografi i urval
- 2005–2012 – Trist, herr minister (TV-serie)
- 2009 – In the Loop
- 2010–2012 – Skins (TV-serie)
- 2010–2022 – Mock the Week (TV-serie)
- 2014 – Doctor Who (TV-serie)
- 2020-2023 – Breeders (TV-serie)
- 2025 – Spinal Tap II: The End Continues

## Regi i urval
- 2012 – Trist, herr minister (TV-serie)
- 2013–2016 – Veep (TV-serie)
- 2020-2023 – Breeders (TV-serie)